# Электроприбор (завод, Алатырь)
АО "Завод «Электроприбор» («Элпри») — одно из основных промышленных предприятий города Алатырь. Является одним из крупнейших заводов города. Один из основных производителей электромагнитных слаботочных реле в России.

## История
Завод основан распоряжением Совета Министров РСФСР № 991 от 7.03.1958 года:
«…Принять предложение Госплана РСФСР, …Чувашского Совнархоза об организации на базе неиспользуемых и незаконченных строительством зданий заводов по производству радиотехнических изделий».
Указанным распоряжением предусматривалось, что во втором квартале 1958 года Государственным комитетом Совета Министров СССР по радиоэлектронике будут разработаны проектные задания на строительство и реконструкцию зданий, передаваемых для организации производства радиотехнических изделий, а также рабочие чертежи и рабочую документацию.
Вскоре появилось распоряжение Чувашского экономического административного района об организации в городе Алатыре производства реле. Для строительства релейного завода Алатырским горисполкомом были выделены земельные участки реконструируемого здания медучилища.
В 1993 году предприятие стало открытым акционерным обществом "Завод «Электроприбор», а заводчане — акционерами.
С 2001 года предприятие вошло в холдинг НПХ «Аэроэлектромаш»
В 2007 году получены лицензии на разработку, производство и ремонт авиационной техники, в том числе техники двойного назначения.

## Директора
- 1958—1962 - И. В. Лебединец
- 1962—1965 - А. В. Матюшин
- 1965—1966 - Б. И. Кузнецов
- 1966—1976 - В С. Чирков
- 1976—1980 - А. М. Кемаев
- 1980—1981 - Ш. Х. Мухаметов
- 1981—1988 - В. И. Юклутов
- 1988—1999 - В. А. Репкин
- с 1999 года - А. Н. Афанасьев

## Награды
- В 2008 году завод награждён Почётной грамотой Чувашской Республики за успехи в области промышленного производства и освоении новых видов продукции.[3]